# Ereis subfasciata
Ereis subfasciata är en skalbaggsart som beskrevs av Maurice Pic 1925. Ereis subfasciata ingår i släktet Ereis och familjen långhorningar. Inga underarter finns listade i Catalogue of Life.